# فرانک شافر
فرانک شافر (آلمانی: Frank Schaffer؛ زادهٔ ۲۳ اکتبر ۱۹۵۸) دونده سرعت اهل آلمان بود.